# Художній музей Фінікса
Художній музей Фінікса (англ. Phoenix Art Museum) — художній музей у місті Фінікс (штат Аризона, США).
У колекції музею більш ніж 18 000 творів американського, азійського, європейського, латиноамериканського і сучасного мистецтва, а також дизайнерського одягу.

## Історія
Незабаром після того, як 1912 року Аризона стала 48-м штатом США, був створений Жіночий клуб Фінікса, який працював разом з Комітетом ярмарків штату Аризона над створенням програми образотворчого мистецтва. 1915 року клуб купив картину Карла Оскара Борга «Єгипетський вечір» за 125 доларів США і подарував її місту Феніксу, щоб покласти початок колекції творів мистецтва. 1925 року Державний ярмарковий комітет розширив свої громадські обов'язки і створив Асоціацію витончених мистецтв Фінікса.
1936 року був створений Центр мистецтв Фінікса під егідою Федерального мистецького проекту Адміністрації громадських робіт. Його директором став художник Філіпп Кертіс. Його успіх привів до створення 1940 року Асоціації Цивільного центру, яка приступила до збору коштів і до планування будівлі на ділянці площею 6,5 акрів, яку пожертвували спадкоємці Адольфа Клея Бартлетта. До числа цих спадкоємців входила Мей Бартлетт Герд, яка разом зі своїм чоловіком Дуайтом Б. Гердом заснувала Музей Герда.
На початку 1950-х років Рада піклувальників найняла архітектора Алдена Доу для розробки комплексу, у якому повинні були розміститися Публічна бібліотека Фінікса, Малий театр Фінікса (нині Театр Фінікса) і Художній музей Фінікса. Щоб координувати цю роботу, Асоціація витончених мистецтв Фенікса 1952 року призначила нову Раду піклувальників, а 1957 року — першого директора музею Фореста М. Гінкгауса.
Музей відкрився 18 листопада 1959 року, офіційна церемонія відкриття відбулася 21 листопада 1959 року. Два роки по тому рада оголосила про плани розширення, а 1965 року музей було розширено з 2300 м² до 6700 м². Додаткові розширення, проведені архітектурної фірмою Tod Williams Billie Tsien Architects, відбулися 1996 року. Музей більш ніж подвоїв свої розміри, були відкриті нові виставкові галереї, публічний театр на 300 місць, дослідницька бібліотека, студійні класи, галерея для дітей, кафе. 2006 року в музеї було відкрито крило Еллен і Говарда К. Каца для колекції сучасного мистецтва, біля музею був створений Сад скульптур Дорранс.

## Колекції
Європейський живопис представлений роботами таких художників, як Франческо Убертіні, Джироламо Дженга, Гверчіно, Карло Дольчі, Бернардо Строцці, Марцелл Кофферманс, Якоб Корнеліс ван Остзанен, Бартоломей Бруйн старший, Франсуа Бернар Лепис'є, Джованні Баттіста П'яццетта, Елізабет Віже-Лебрен, Антуан Вест'є, Джордж Ромні, Каміль Коро, Іполіт Каміль Делпі, Ежен Буден, Жан-Леон Жером («Pollice Verso» / «Пальці донизу»), Клод Моне («Квіткові арки, Живерні»), Макс Бекман, Леон Порто і Пабло Пікассо. Живопис США представлений картинами Гілберта Стюарта, Сенфорда Робінсона Гіффорда, Роберта Анрі, Ернеста Лавсона, Марсдена Гартлі, Стюарта Девіса, Джорджії О'Кіф, Джонаса Лі, Лью Девіса, Ернеста Блюменшайна, Джозефа Шарпа, Говарда Поста і Еда Мелла.

## Галерея

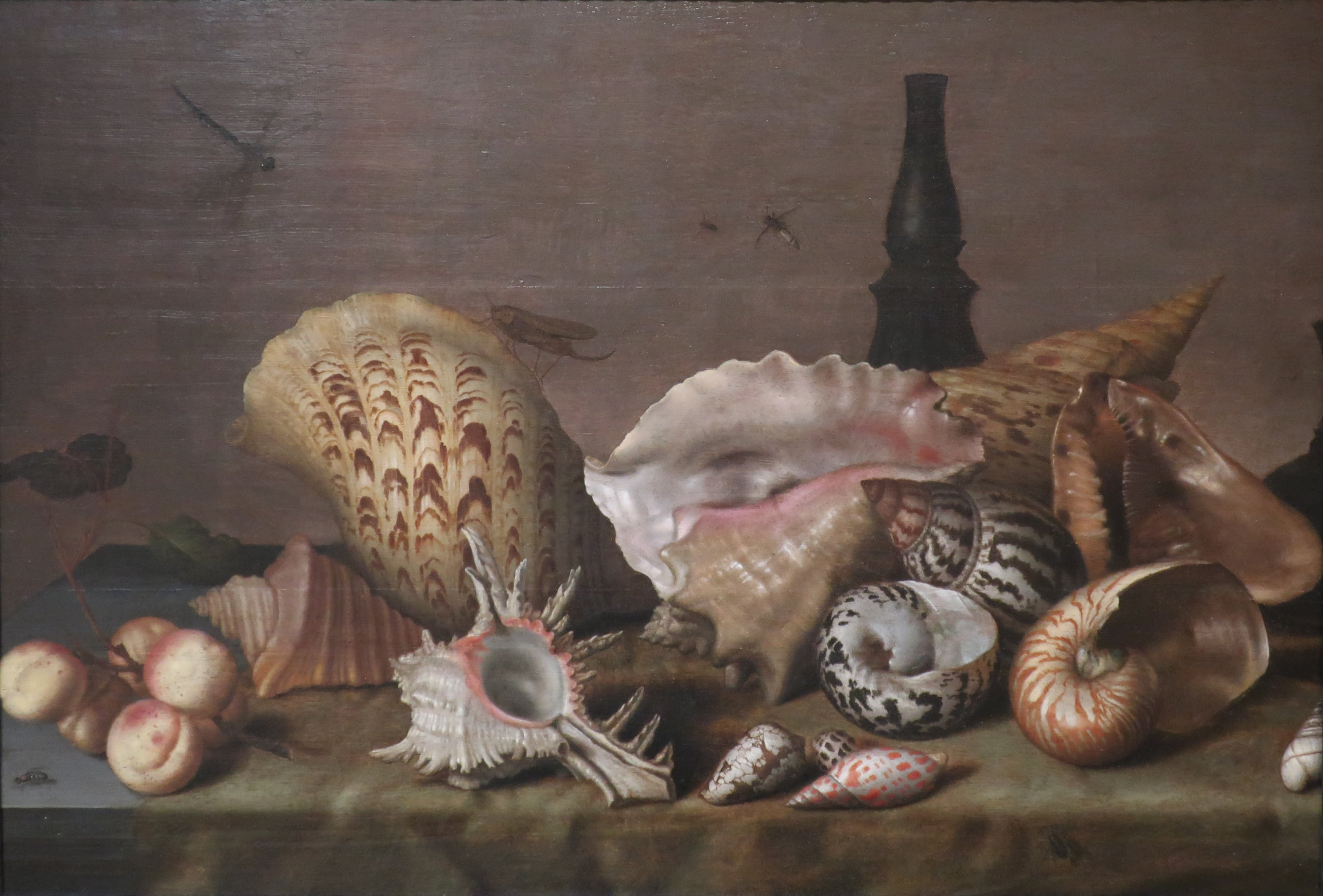
Балтазар ван дер Аст. Морські мушлі, між 1630 і 1650
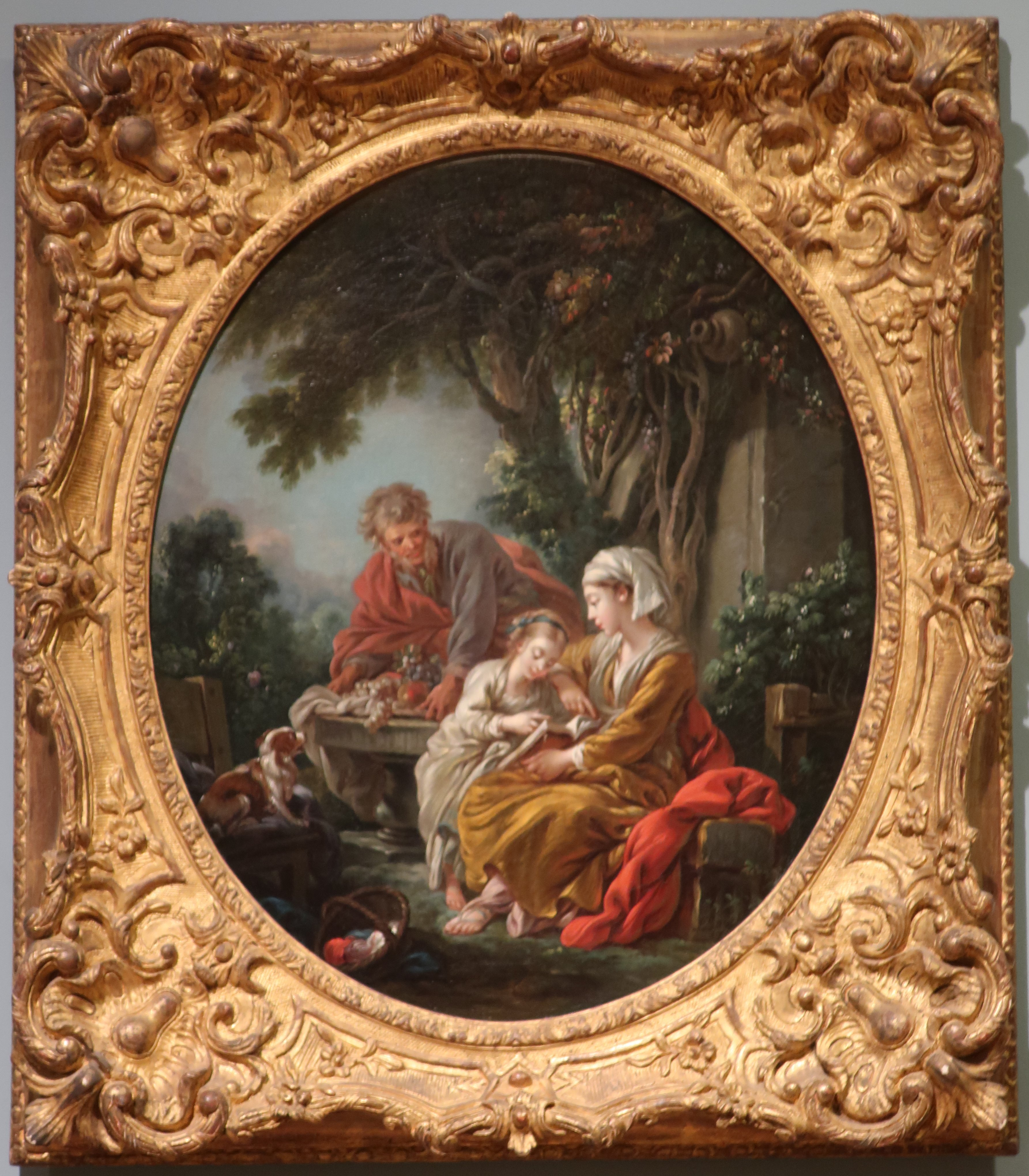
Франсуа Буше. Урок читання, між 1765 і 1768
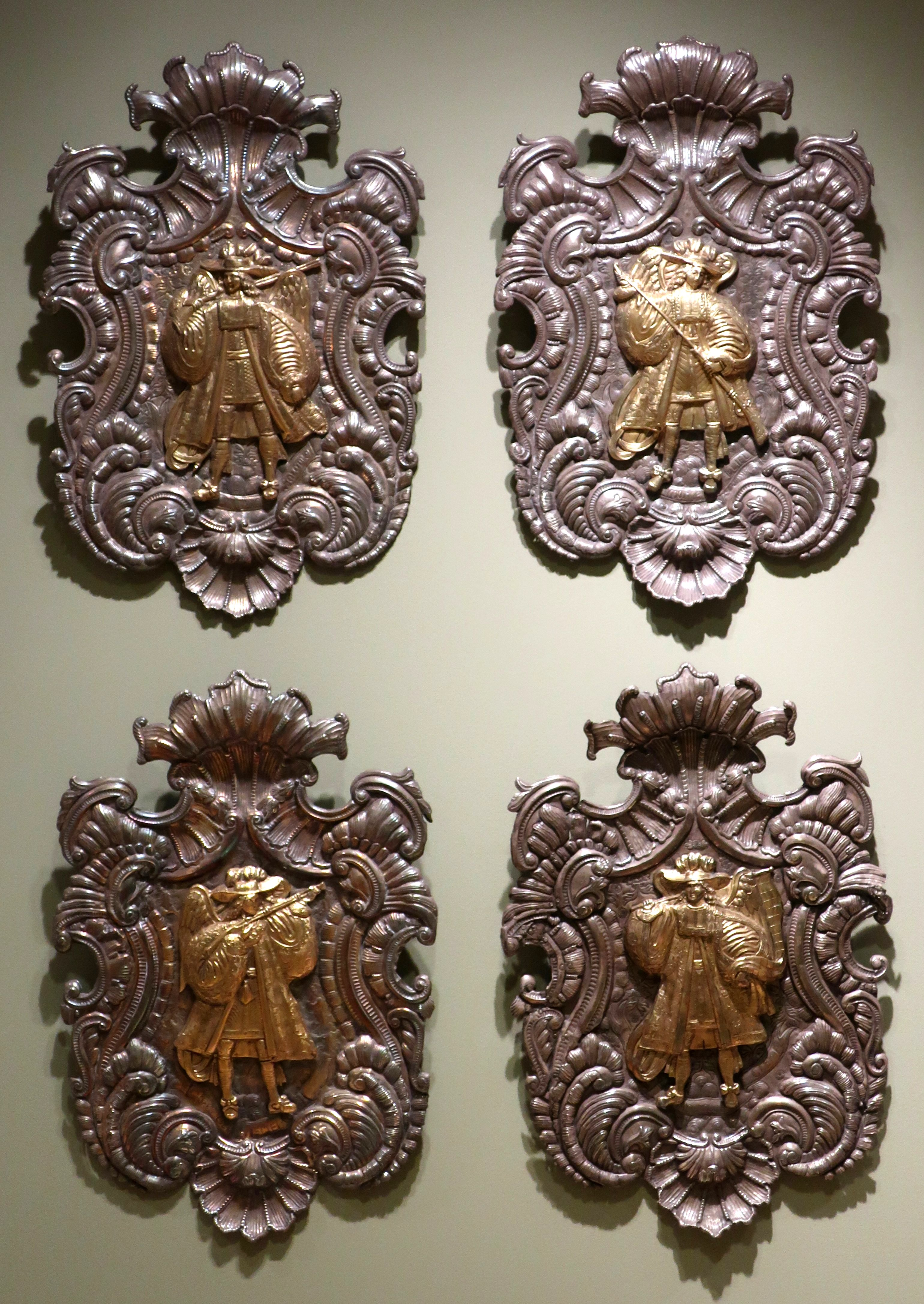
Карбування по сріблу з позолотою, Болівія, 1675-1790
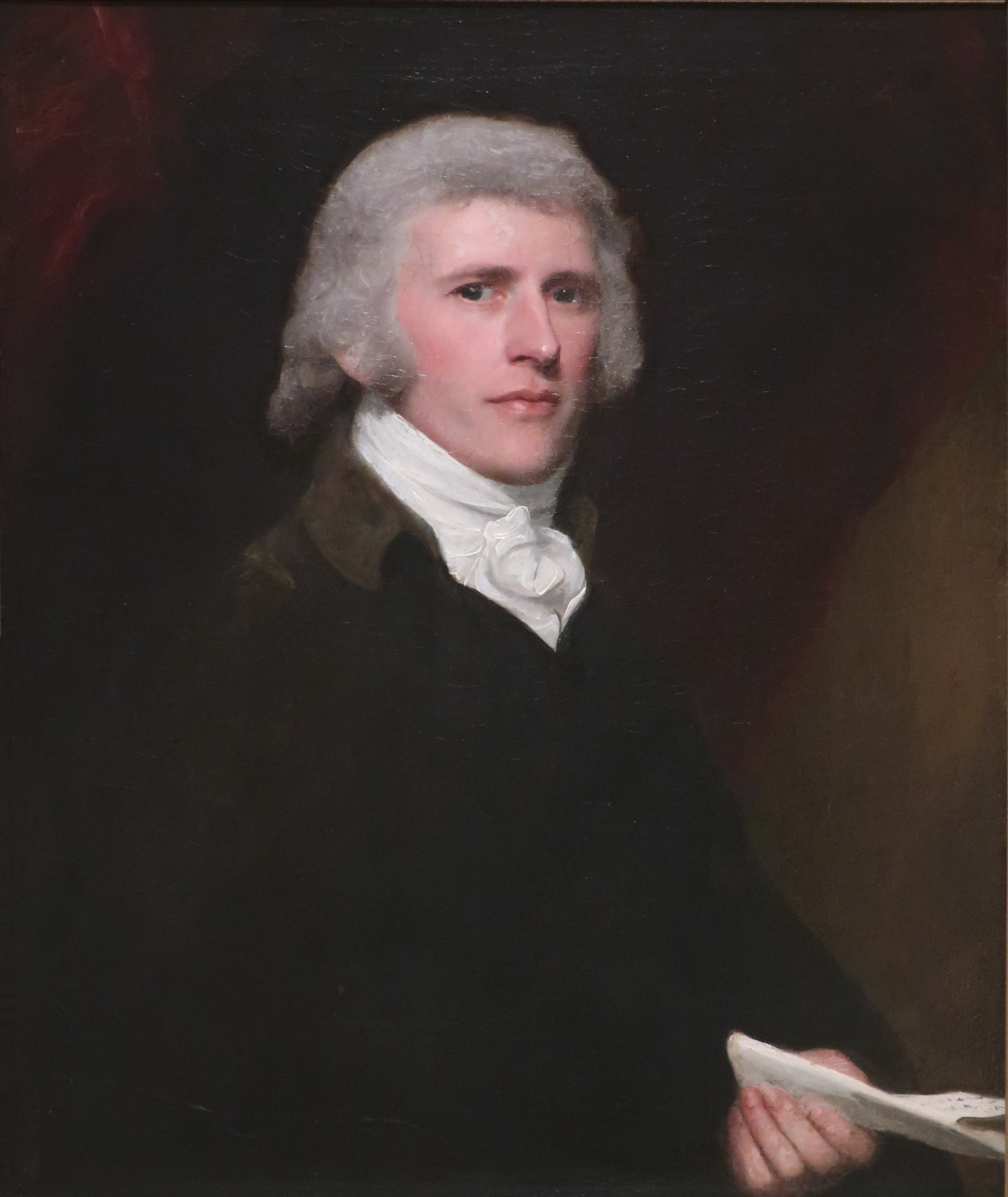
Джон Сінглтон Коплі. Портрет Джона А. Грема, 1798
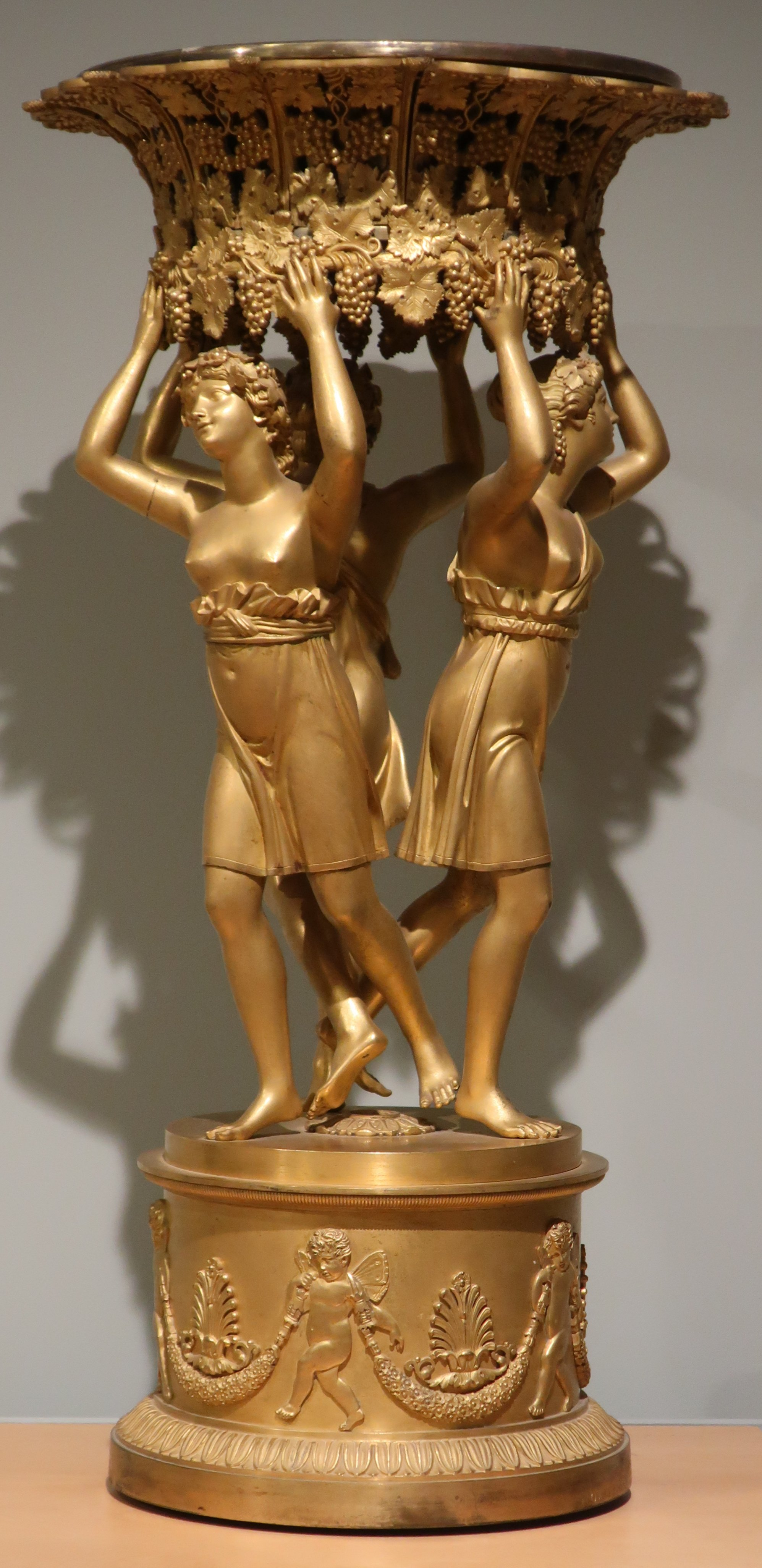
П'єрр Філіпп Томір. Бронзова скульптура, 1810-1820
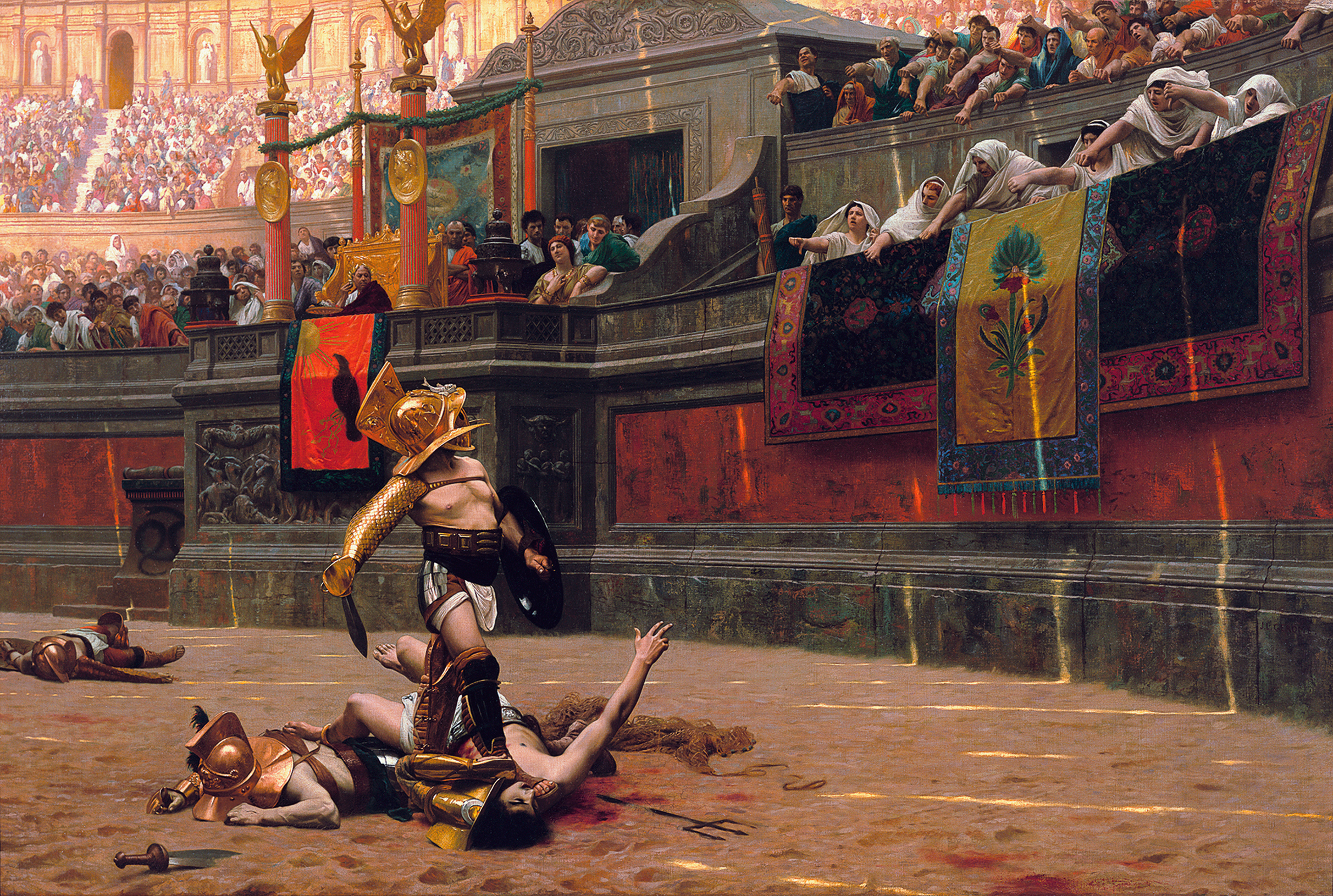
Жан-Леон Жером. Pollice Verso (Пальці донизу), 1872
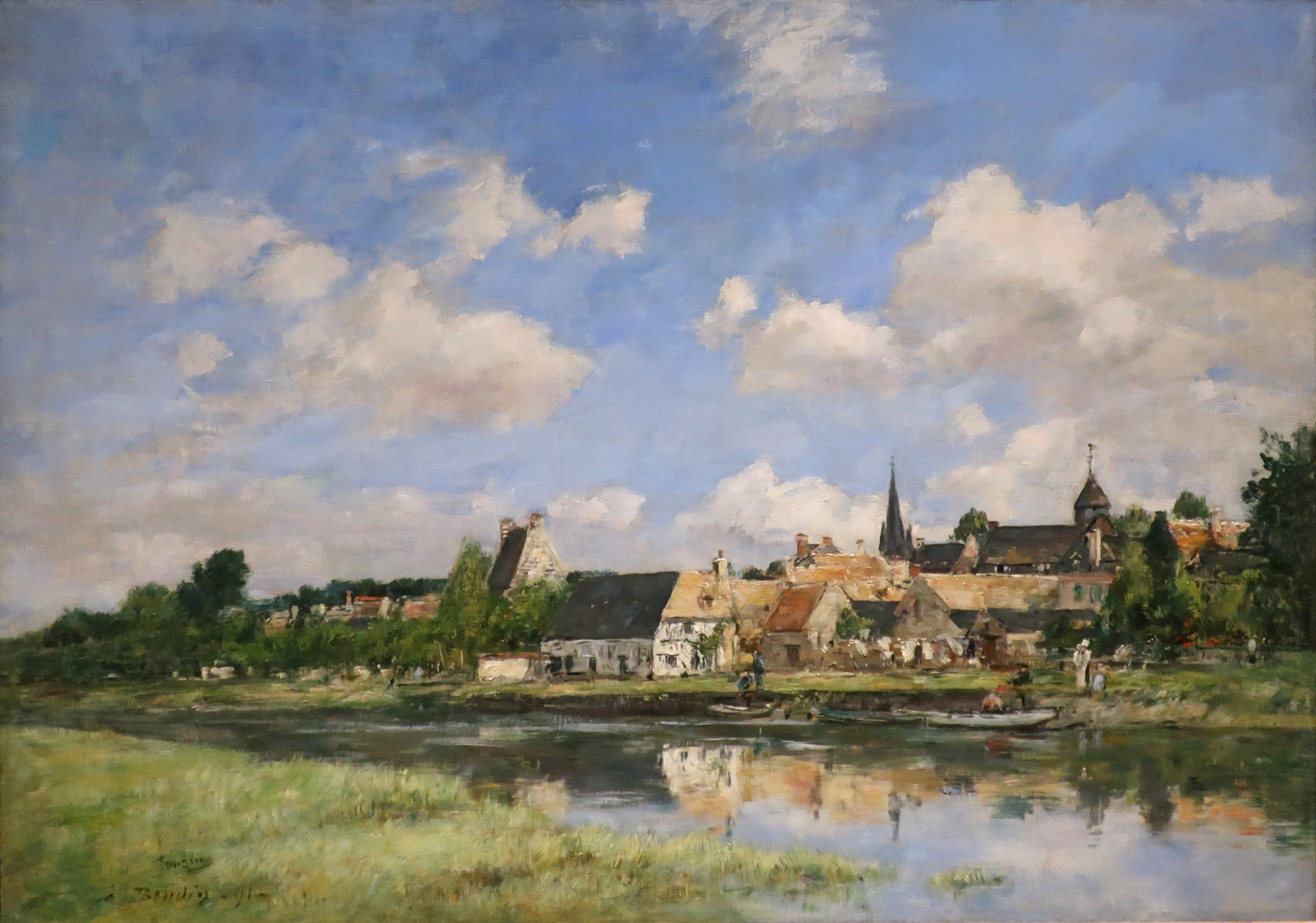
Ежен Буден. Старий порт Тук, 1891
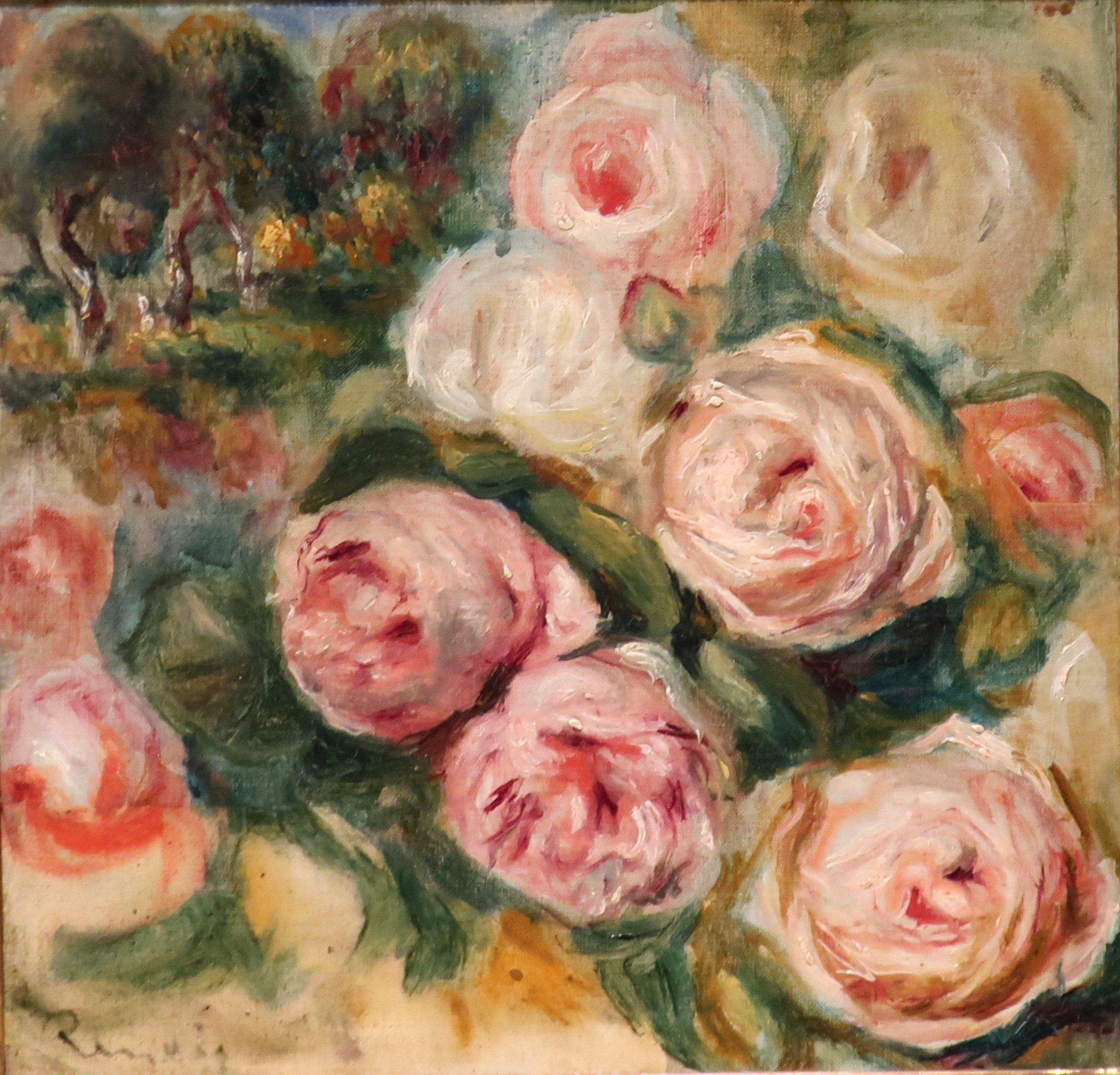
П'єр-Огюст Ренуар. Троянди і пейзаж
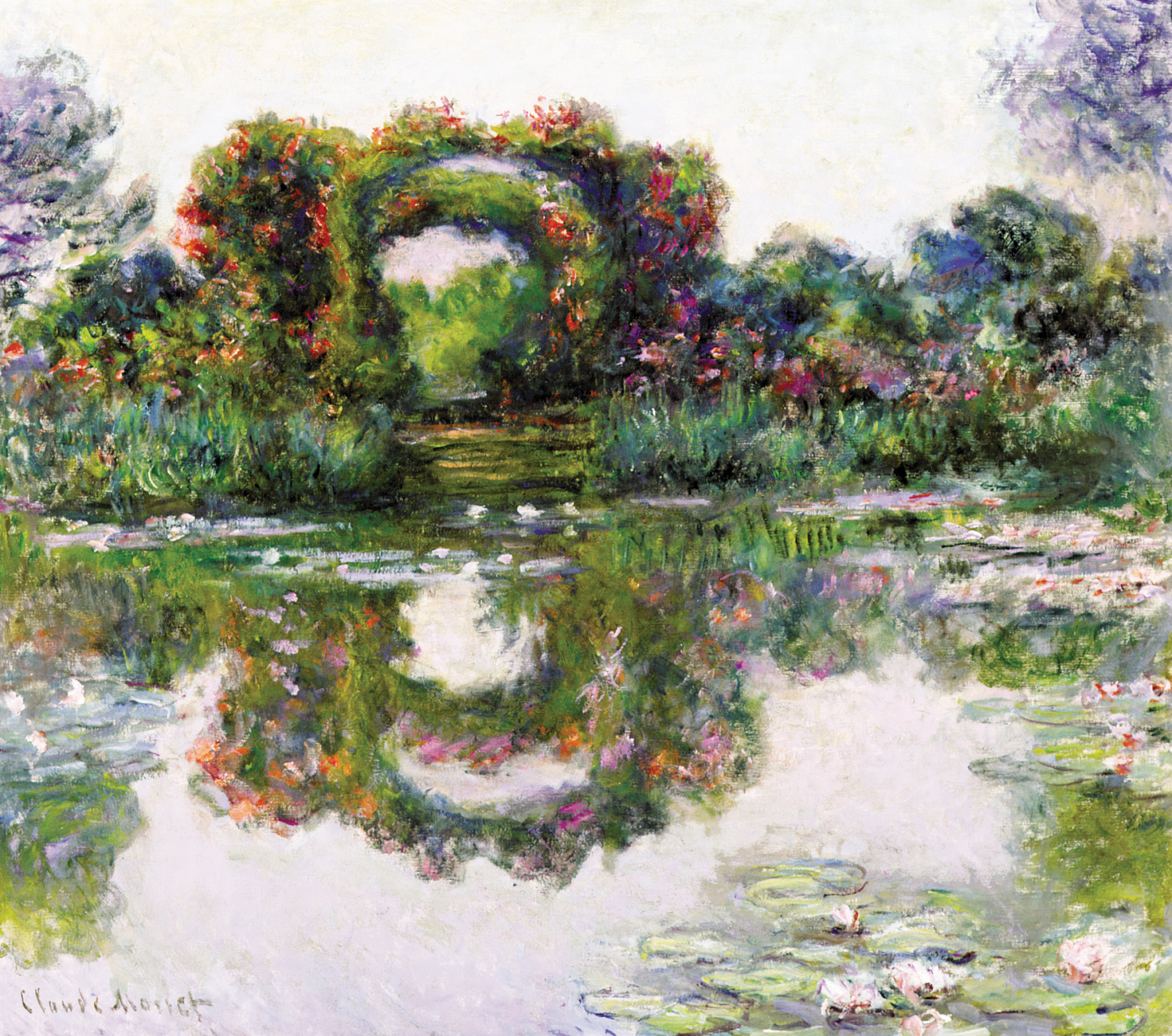
Клод Моне. Квіткові арки, Живерні, 1913
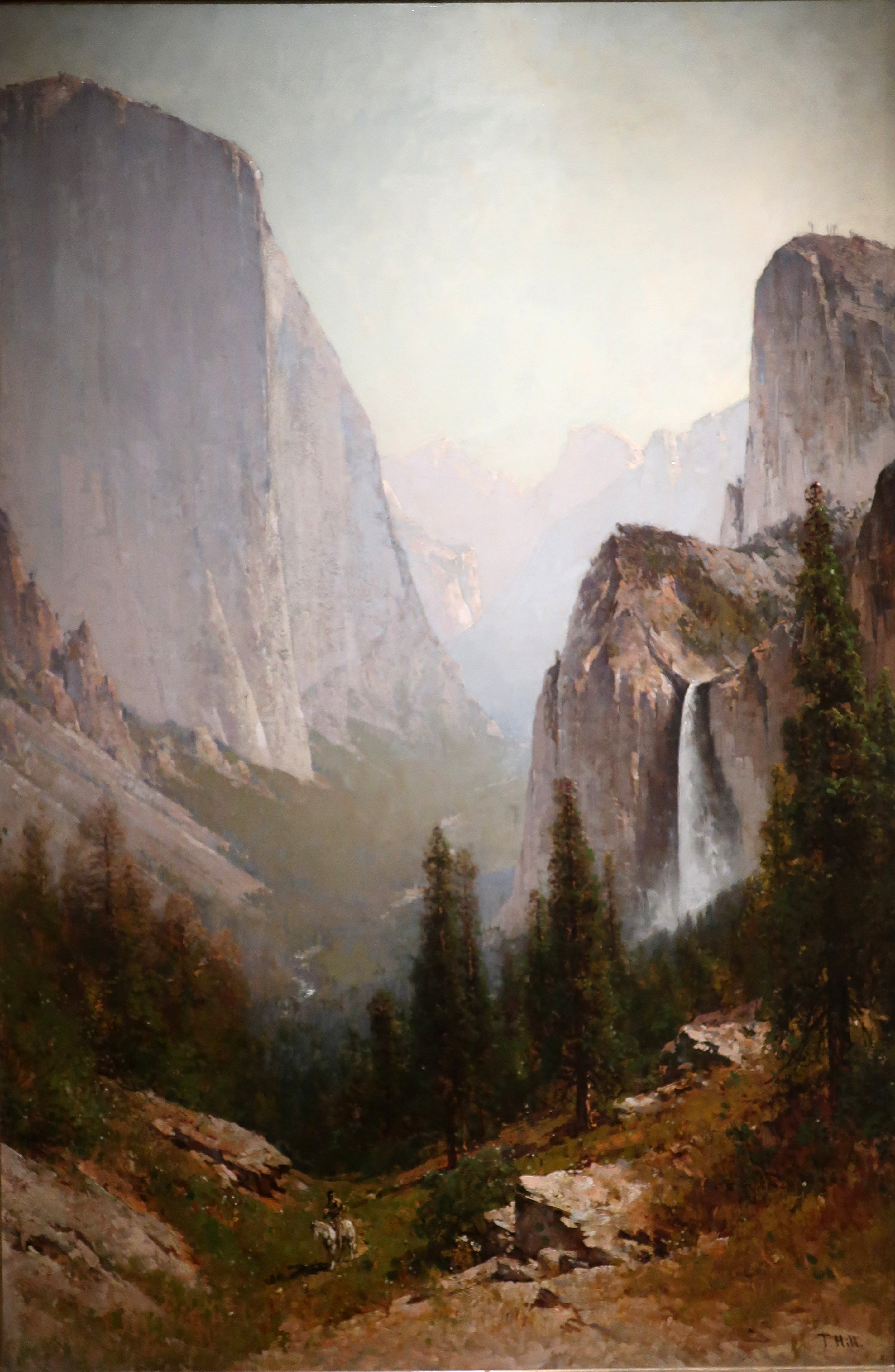
Томас Хілл. Ель-Капітан і водоспад Брідал-Вейл, долина Йосеміті
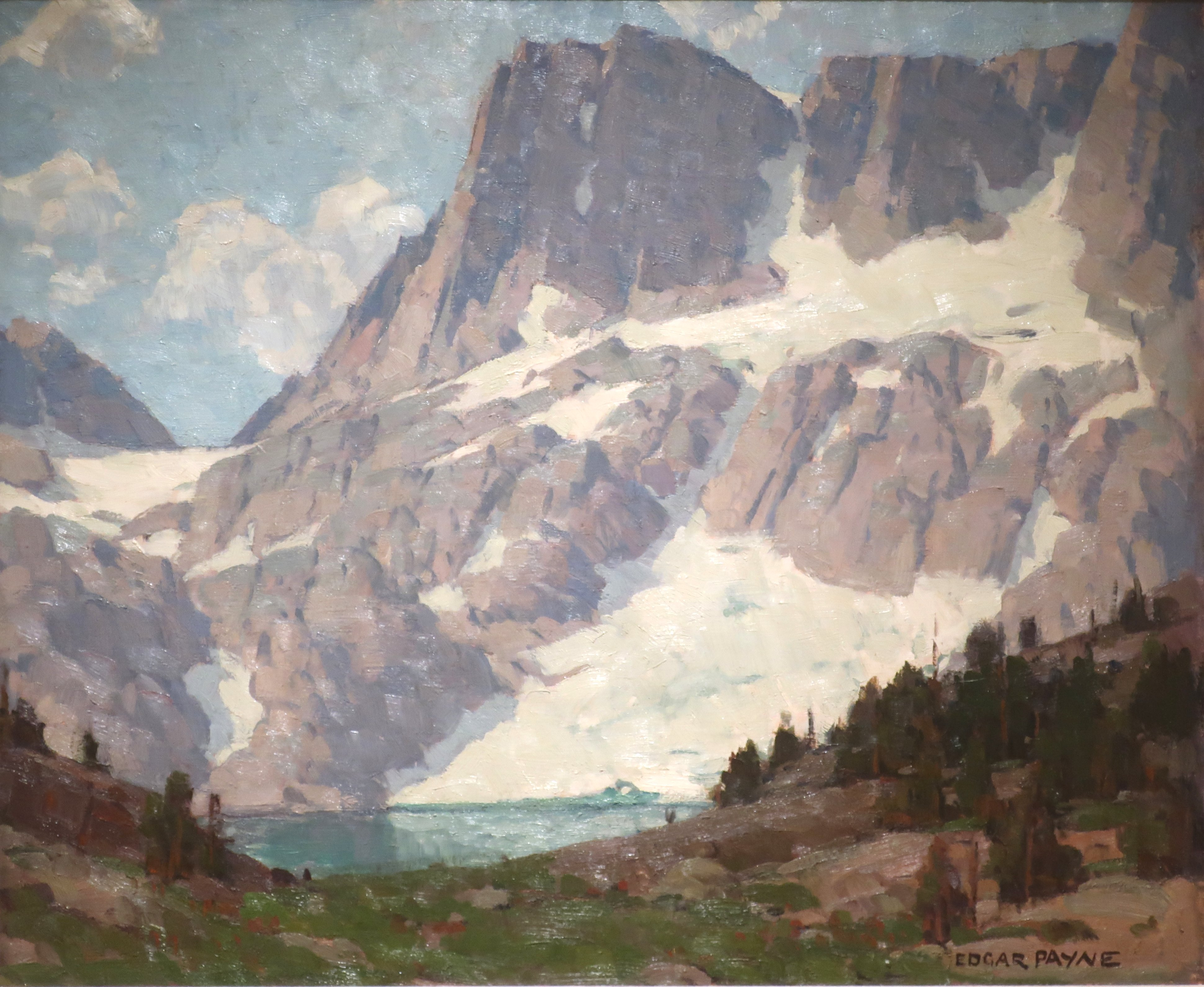
Едгар Пейн. Гірське озеро
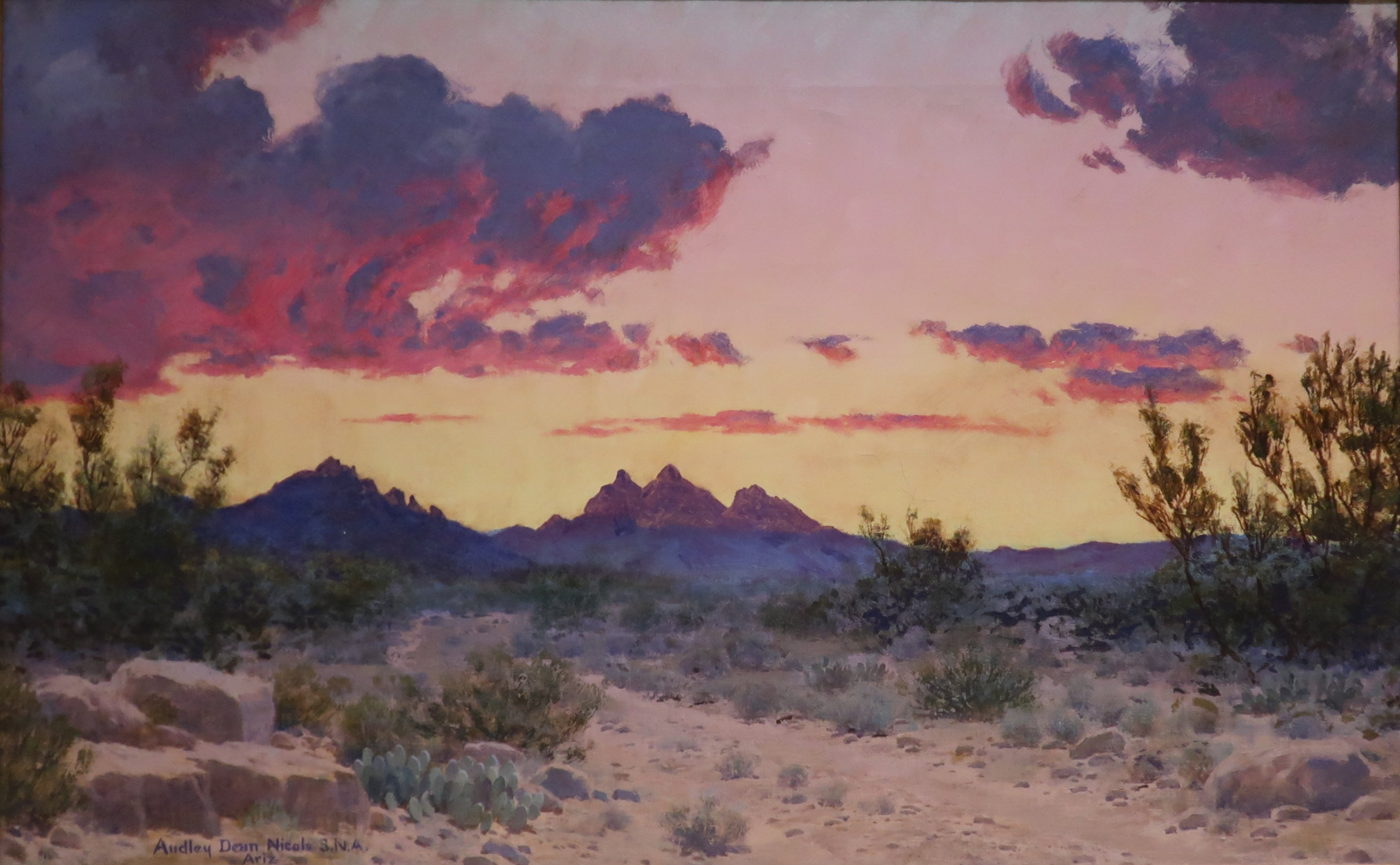
Одлі Дін Ніколс. Аризонський пейзаж, 1920-ті